# Chakradharpur
Chakradharpur är en ort i Indien.   Den ligger i distriktet Pashchim Singhbhūm och delstaten Jharkhand, i den östra delen av landet, 1 100 km sydost om huvudstaden New Delhi. Chakradharpur ligger 234 meter över havet och antalet invånare är 197 953.
Terrängen runt Chakradharpur är platt åt nordväst, men åt sydost är den kuperad. Terrängen runt Chakradharpur sluttar norrut. Runt Chakradharpur är det tätbefolkat, med 397 invånare per kvadratkilometer. Det finns inga andra samhällen i närheten. Omgivningarna runt Chakradharpur är en mosaik av jordbruksmark och naturlig växtlighet.